# Sarah Lancashire
Sarah-Jane Abigail Lancashire (Oldham, Lancashire, 10 de octubre de 1964) es una actriz británica. Se graduó de la Guildhall School of Music and Drama en 1986 y comenzó su carrera en el teatro local, mientras daba clase en la Universidad de Salford. Lancashire se hizo conocida a raíz de las series Coronation Street (1991–1996, 2000), Where the Heart Is (1997–1999), Clocking Off (2000) y Seeing Red (2000). En el verano de 2000, Lancashire firmó un contrato con ITV que la convirtió en una de las actrices mejor pagadas de la televisión británica.
Otros de sus papeles en series de televisión incluyen Oliver Twist (2007), Lark Rise to Candleford (2008–2011) y Galerías Paradise (2012), y las películas Cherished (2005) y Five Daughters (2010). Desde 2012, Lancashire ha recibido críticas positivas por sus papeles en Last Tango in Halifax (2012–2016) y Happy Valley (2014–presente). Lancashire ha aparecido en las películas And When Did You Last See Your Father? (2007) y Dad's Army (2016) y en las producciones de West End, Blood Brothers en 1990, Guys and Dolls desde 2005 a 2006 y Betty Blue Eyes en 2011.
Su carrera abarca cuatro décadas e incluye dos galardones en los British Academy Television Awards de cinco nominaciones. Fue elegida Orden del Imperio Británico (OBE) por sus servicios al teatro.

## Vida y carrera (sigloXX)

### Primeros años e inicios (1964–1990)
Su padre, Geoffrey Lancashire (1933–2004), fue un guionista conocido por su trabajo en Coronation Street y en comedias de situación como The Cuckoo Waltz. Su madre, Hilda, trabajó como asistente personal de Geoffrey. Tiene tres hermanos, un mayor, otro pequeño y otro es su gemelo. Lancashire fue educada en el Oldham Hulme Grammar School entre 1976-81.
A la edad de 17 años, comenzó a sufrir de depresión depresión clínica.
Lancashire ha declarado que nunca le importó el estatus o la fama. Sus orígenes le han inspirado a actuar aunque no tomó la decisión hasta los 18 años. Tras ganar un puesto en la Guildhall School of Music and Drama en Lancashire se dio cuenta de que le gustaba la actuación. Se graduó en 1986.
Tras rechazar varias compañías de teatro Lancashire debutó en las obras de teatro Pacific Overtures y The Beauty Game, lo cual ella declaró "comenzó su carrera como actriz". Encontró su primera obra actoral "terrorífica". She also realised that taking risks or underperforming could have had consequences for her acting career. Su papel de Denise en The Beauty Game le dio una nominación a Mejor Actriz Secundaria en los Manchester Evening News Theatre Awards.
A la edad de 22 años, Lancashire se casó con Gary Hargreaves, un profesor de música 11 años mayor que ella, al cual había conocido cuatro años antes.
Hablando sobre su matrimonio en 2001, Lancashire declaró que solo se casó porque se había quedado embarazada y porque tenía miedo a tener un hijo fuera del matrimonio. Thomas, su primer hijo con Hargreaves, nació en 1987; un segundo hijo, Matthew, nació en 1989. Durante su carrera temprana, Lancashire se encontró con muchos huecos entre obras de teatro. Para sustentarse, tomó un trabajo como profesora de teatro en la Universidad de Salford junto a su carrera como actriz.
Durante su estadía profesional en la Universidad hizo un impacto en la forma de impartirse su asignatura.
En 1987, Lancashire hizo una pequeña apareció en Coronation Street como Wendy Farmer. A finales de los 80s, apareció en un episodio de Dramarama, y en un episodio de Watching.
En 1990, Lancashire hizo despegar su carrera con el musical Blood Brothers.

### Despegue y éxito (1991–2000)

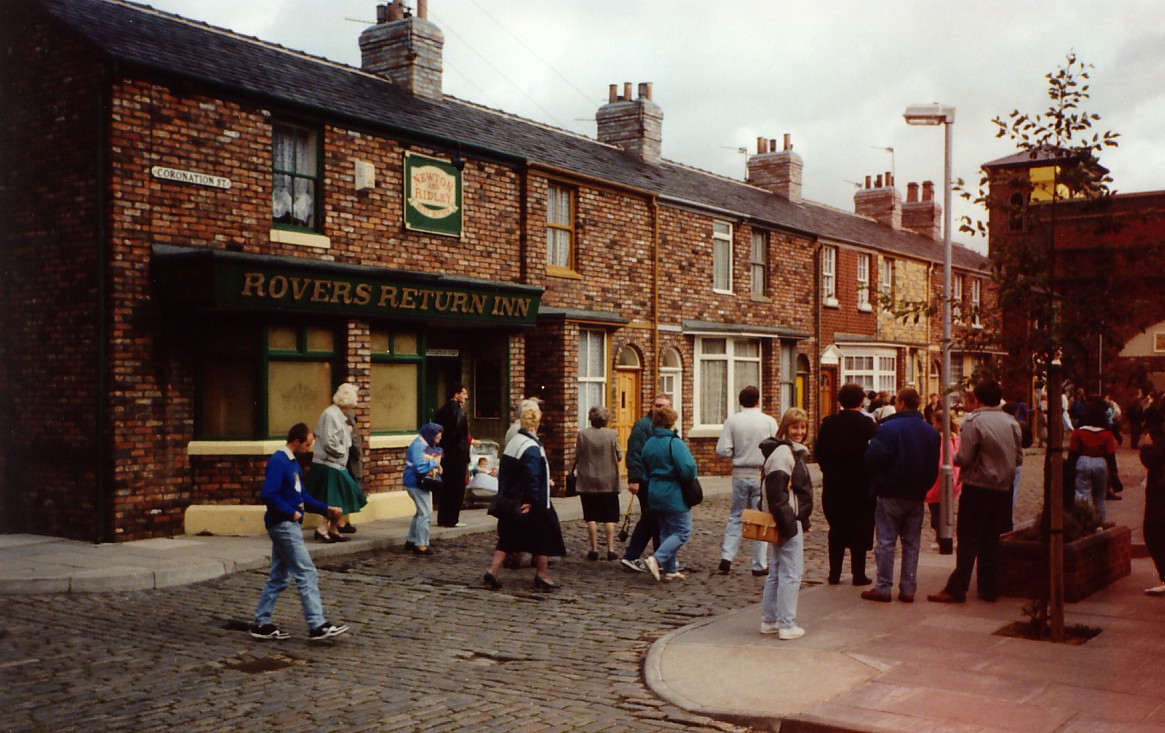
El set de rodaje de Coronation Street en 2005. Lancashire apareció en la serie por cinco años entre 1991 y 1996

Dos semanas después de haber acabado su trabajo con la obra de teatro Blood Brothers, audicionó para un papel de Raquel Wolstenhulme en Coronation Street, compañera de Universidad del personaje de (Kevin Kennedy).
Lancashire se unió en un contrato de tres meses y continuó impartiendo clase en la Universidad de Salford por otro año. Raquel apareció por primera vez en la serie el 25 de enero de 1991 y se fue el 10 de mayo; habiéndose ido a Londres para intentar debutar como modelo. Entre el 26 de septiembre y el 19 de octubre de 1991, hizo el papel principal en Educating Rita. Tras reintroducirse el personaje de Rachel el 30 de diciembre de 1991, Lancashire se entregó a Coronation Street a tiempo completo. Se mantendría regular en la serie hasta 1996, ganando un salario anual de 90.000 libras.
Tras dos años en el papel, tuvo un ataque de nervios pero decidió continuar su trabajo.
Lancashire decidió buscar ayuda médica. Su primer matrimonio fallido había contribuido a su infelicidad; en 2001, declaró que aunque su matrimonio había durado diez años, "había sido diez años más largo que debería haber sido". En 1995 se separó de Hargeaves; luego se divorciarían.
En diciembre de 1995 Lancashire protagonizó el spin-off de Coronation Street sobre la luna de miel de Raquel y Curly. Lancashire dejó Coronation Street en 1996 por la apretada agenda que eso le suponía y por el deseo de seguir otros proyectos. Su actuación hizo que la nominaran como Actriz Más Popular en los 2nd National Television Awards en octubre de 1996.
Su segundo papel sería el de Ruth Goddard en Where the Heart Is, estrenado en 1997. También 1997 filmó la comedia de situación de la BBC, Bloomin' Marvellous, haciendo de Liz.
Aunque debido a la baja audiencia no se renovó la serie para otra temporada.
Lancashire continuó en su papel protagónico de Ruth Goddard en Where the Heart Is para la segunda y tercera temporada en 1998 y 1999. En 1998 fue nominada por segunda vez en los National Television Award a Actriz Más Popular. En febrero de 1999 tuvo un cameo en Murder Most Horrid junto a la comediante Dawn French. En abril Lancashire dejó Where the Heart Is, a pesar de que se le ofrecía más dinero. En enero de 2000 declaró que el personaje de Ruth "ya no le suponía un desafío".
El 2 de enero de 2000, Lancashire volvió Coronation Street por un solo episodio en el que Raquel le pide a Curly el divorcio. Desde finales de enero, Lancashire hizo de Yvonne Kolakowski, en Clocking Off. En marzo hizo de Coral Atkins en la película Seeing Red.
Lancashire pasó ocho semanas grabando Chambers haciendo de Ruth Quirke. La serie se estrenó en junio de 2000. Su último papel ese año fue en el thriller My Fragile Heart. Ese año fue votada en los TV Quick Awards en septiembre de 2000 por sus papeles en Clocking Off y Seeing Red, y en octubre fue votada Actriz Más Popular en los 6th National Television Awards por Seeing Red. En marzo de 2001 fue nombrada Drama Performer of the Year por la Television and Radio Industries Club, con mención de su trabajo en Clocking Off y Seeing Red.

## Vida y carrera (sigloXXI)

### "Golden Handcuffs" contract

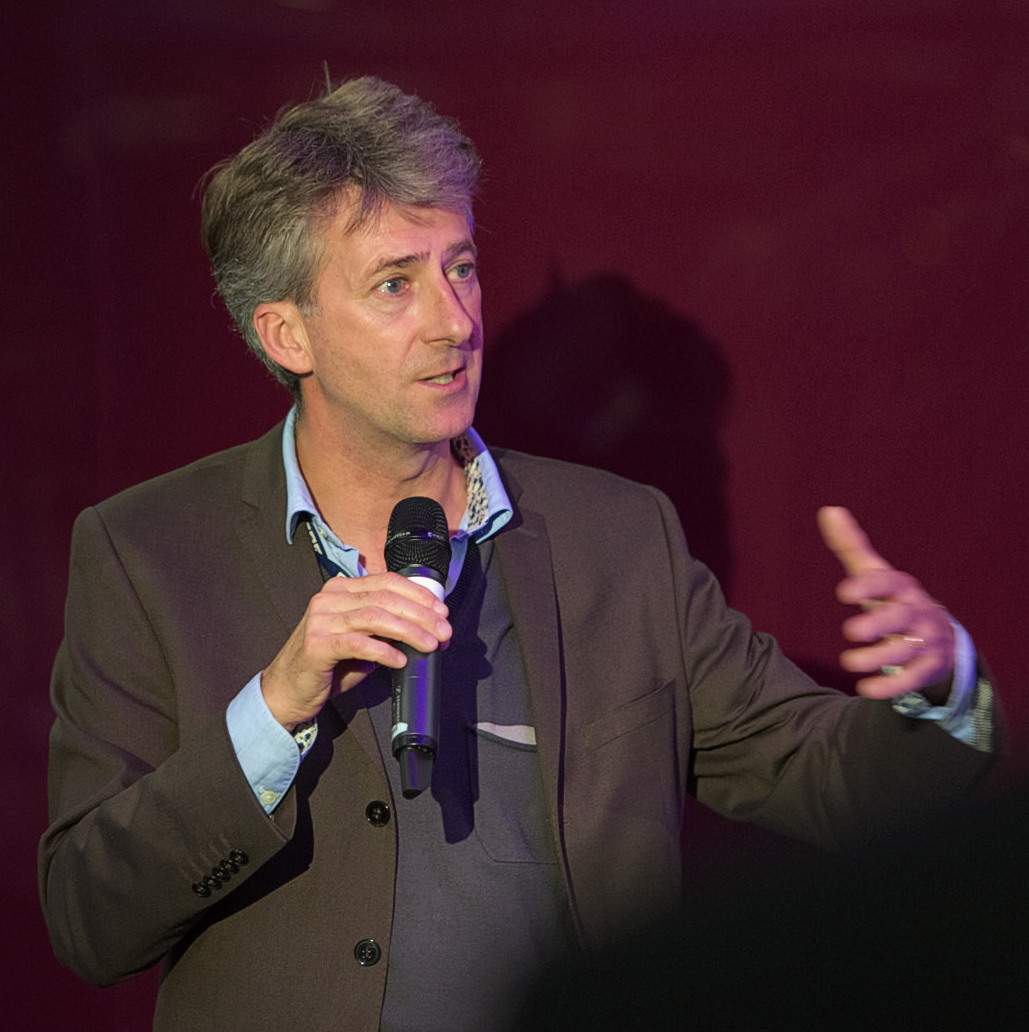
El esposo de Lancashire, el productor de televisión Peter Salmon en 2012

Tras su éxito tras conectar con la audiencia, ITV quiso contratarla por dos años hasta julio de 2000. Lancashire fue la primera actriz a la que ese por ITV. El contrato, de 1.3 millones de libras, lo que convirtió a Lancashire en la actriz mejor pagada. Hablando de su contrato con ITV, Nick Elliott declaró que Lancashire era una persona "de gran rango [quien] crea mucha empatía con la audiencia". Su último papel con BBC One fue en la comedia Gentleman's Relish, una adaptación de la comedia Miles Gibson, Kingdom Swann. La película se estrenó en 2001, su primera película costumbrista que trata su enamoramiento del personaje de Billy Connolly.
Su siguiente papel sería en la miniserie The Glass junto a John Thaw. En agosto de 2001, Lancashire se casó con el ejecutivo Peter Salmon. Se habían conocido cuando hacía el papel de Raquel en Coronation Street y estaba empleado por Granada Studios, el cual produce la telenovela. En octubre protagonizó la novela de Michelle Magorian, Back Home como Peggy Dickinson.
En marzo de 2002 Lancashire recibió un Grado en Artes honorario en la Universidad de Salford. En abril, protagonizó The Cry. Su personaje fue galardonado con un premio Golden Nymph en el Monte-Carlo Television Festival. En abril Lancashire comenzó a protagonizar Life Begins. En septiembre de 2002 apareció en un piloto de Rose and Maloney, como Rose Linden. En diciembre apareció en Birthday Girl como Rachel Jones.
Su último papel fue con ITV fue Gertrude Morel en Sons and Lovers, estrenada en 2003.

### Proyectos subsecuentes (2004–2012)

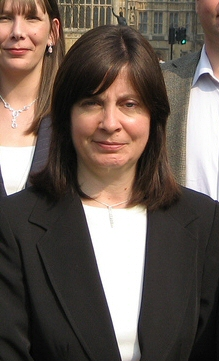
Lancashire hizo de Angela Cannings (en la foto) en la película de 2005, Cherished.

Mientras estaba embarazada de su tercer hijo, Lancashire comenzó un descanso de su carrera. En abril de 2003, Lancashire dio a luz a su tercer hijo, Joseph. A su vuelta a la actuación consiguió un trabajo en The Afternoon Play. Para "Viva Las Blackpool" fue galardonada con un premio a la Mejor Novata en el Birmingham Screen Festival y al Best New Talent Award en Royal Television Society (Midlands) en 2004. También le otorgó su primera nominación a los British Academy Television Awards en 2005 a Mejor Director de Ficción. Lancashire grabó Rose and Maloney, en 2002. La filmación tardó debido a su descanso y a sus problemas von su compañero Phil Davis.
En 2005 Lancashire protagonizó The Rotters' Club como ama de casa en los 70s en Birmingham. También en 2005 apareció en Cherished como Angela Cannings. En diciembre de 2005, Lancashire volvió a los Teatros de West End, como Miss Adelaide en Donmar Warehouse. Lancashire hizo su última presentación el 4 de enero. En 2006 Lancashire aceptó una invitación para escribir una autobiografía en Who's Who. Su único papel televisivo en 2006 fue el de Elaine en Angel Cake. En noviembre presentó un episodio en Five, Disappearing Britain. En febrero de 2007 she apareció en Skins. Fue seguido de un papel protagónico en Sex, the City and Me como Ruth Gilbert. En octubre, Lancashire hizo su primera película, David Nicholls' And When Did You Last See Your Father? haciendo de tía Beaty. En diciembre, hizo de Mrs Corney en Oliver Twist.
Entre 2008 y 2011 Lancashire narró la serie Lark Rise to Candleford. En abril apareció en u episodio de Doctor Who. En 2009, Lancashire protagonizó All the Small Things como Esther Caddick. En julio le fue otorgado un doctorado por la Universidad de Huddersfield. Hizo la adaptación televisiva de Cumbres borrascosas como Nelly Dean. en 2010 Lancashire hizo de Rosemary Nicholls, en Five Daughters. También en 2010 hizo un cameo en Inspector George Gently.

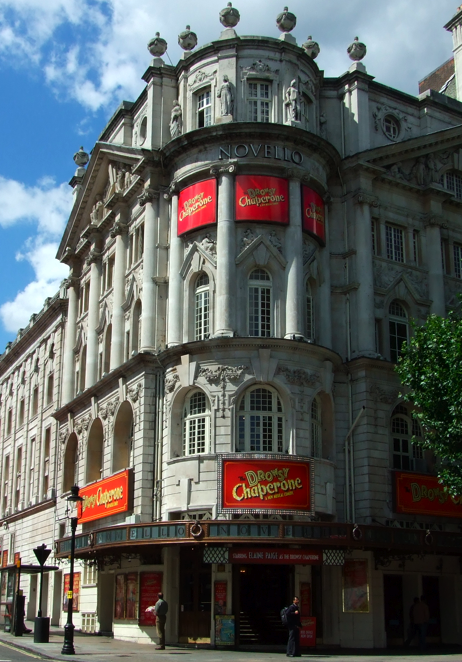
el Novello Theatre, donde Lancashire originó el papel de Joyce Chilvers en Betty Blue Eyes en 2011

Protagonizó el musical Betty Blue Eyes, en el Novello Theatre. La producción es una adaptación de A Private Function, protagonizó como Joyce Chilvers. A pesar de las críticas positivas el musical cerró en Londres el 24 de septiembre de 2011, tras seis meses. Por ese papel fue nominada al Premio Laurence Olivier a Mejor Actriz en un Musical. en 2012 hizo de Miss Whisset en Upstairs Downstairs. En septiembre de 2012 Lancashire hizo de Miss Audrey en la serie The Paradise.

### Last Tango in HalifaxyHappy Valley
Entre noviembre de 2012 y diciembre de 2016 Lancashire apareció junto a Anne Reid y Derek Jacobi en Last Tango in Halifax. Hace de Carolin Dawson, una directora que cree que el segundo matrimonio de su madre le da el permiso de ser ella misma. La relación homosexual de su personaje hizo que Lancashire recibiera más correo de fanes que por ningún otro papel, Debido a la poca representación de personajes homosexuales, Lancashire se sintió bien interpretando a Caroline. La grabación de la segunda temporada coincidió con las grabaciones de The Paradise, lo que hizo que Lancashire tuviera que dejar la serie. Por su papel de Caroline fue nominada a los British Academy Television Awards a mejor actriz en 2013 y 2014, ganando en 2014. En el Hay Festival 2015 Lancashire declaró que está orgullosa de su papel de Caroline. Last Tango in Halifax volvió para otra temporada en diciembre de 2016.
Lancashire hace de la abuela soltera Catherine Cawood en Happy Valley. Por este papel consiguió un TV Choice Award a Mejor Actriz en 2014, y el Royal Television Programme Award a Mejor Actriz en 2015. En septiembre de 2014 Radio Times la incluyó en su lista de los más poderosos en la televisión y radio británica. En abril de 2015 recibió su cuarta nominación a los BAFTA y su primera en la categoría de mejor actriz. En 2015 junio de fue nombrada Mejor Actriz en una serie en el Monte Carlo Television Festival.
Por su papel en la segunda temporada de Happy Valley, Lancashire ganó el 2017 National Television Award a Mejor Actuación Dramática, y el BAFTA TV award a Mejor Actriz.

### 2015–presente
En marzo de 2015 Lancashire comenzó las grabaciones de la adaptación de la obra de Ronald Harwood, The Dresser. Fue estrenada en octubre de 2015, Lancashire hizo de Mage. Tras transmitirse por Starz en 2016, Lancashire fue nominada a los Critics' Choice Television Awards a mejor actriz en una miniserie en 2016. Lancashire hizo de Mrs Pike en Dad's Army. A principios de 2017, comenzó a darle voz a "Headmonstress" Mrs Twirlyhorn (Directora Cornicurva) en School of Roars.
En 2018 protagonizó como Miriam la serie Kiri.